# Domus di Castelvecchio
La domus di Castelvecchio a Verona è una domus di età romana, probabilmente disposta su più livelli di terrazze comprese tra l'Adige e la via Postumia, che è stata rinvenuta durante i lavori di risistemazione del giardino al cui centro si trova l'Arco dei Gavi. Gli scavi furono diretti dalla Soprintendenza e si svolsero tra il 2011 e il 2013, in una zona situata al di fuori della mura romane e che si pensava priva di resti archeologici.

## Storia
Lo scavo in piazzetta Montarone è iniziato da un progetto del Comune di Verona che prevedeva il riassetto del giardino a lato di Castelvecchio, al centro del quale negli anni trenta del Novecento venne ricollocato l'Arco dei Gavi. Il giardino si trova a lato dell'antica via Postumia, al di fuori delle mura romane di Verona ma entro l'Adigetto, antico corso d'acqua che segnava il conﬁne tra il settore urbano e quello suburbano. Si tratta quindi in un'area ad alto rischio archeologico e infatti all'inizio dei lavori fu immediatamente individuata la presenza di strutture sia romane che medievali.
Immediatamente a lato dell’Arco, circa 2 metri al di sotto del piano stradale, è stato ritrovato l'elemento più interessante e meglio conservato di una domus di epoca romana, un pavimento in mosaico policromo caratterizzato da un motivo decorativo geometrico, che è stato collocato presso il museo di Castelvecchio. Sala Boggian è stato la spazio individuato per contenere il pavimento musivo, in quanto era uno dei pochi che non era stato coinvolto dall'allestimento museale di Carlo Scarpa e in quanto da questo ambiente è possibile scorgere l'Arco dei Gavi e il giardino in cui è stato scoperta la domus romana, ma allo stesso tempo dal giardino è possibile vedere il mosaico.

## Descrizione

### Fase romana
Durante gli scavi sono state ritrovate diverse strutture appartenenti ad una domus romana di età imperiale, databile all'incirca al II secolo: in particolare, sono stati rinvenuti una serie di cinque vani disposti lungo il lato ovest di un ipotetico spazio aperto a cortile. Lo spazio più rilevante, in cui resti di un preparato pavimentale in cocciopesto caratterizzato da scaglie marmoree di livellamento e recante segni di un rivestimento costituito da lastre marmoree, era probabilmente il triclinio dell'abitazione. Per quanto riguarda le strutture in alzato di questo spazio, ne rimane una parte solo in direzione ovest, sulla quale erano presenti frammenti di affresco che imitavano uno zoccolo in marmo cipollino.
A sud del triclinio è stato trovato un altro ambiente, interpretato come zona di passaggio verso uno terzo spazio che si presentava in buono stato di conservazione. Qui infatti è stata ritrovata un'ampia porzione di pavimentazione musiva, formata da una parte centrale di cerchi secanti che creano l'effetto di quadrifogli, che sono poi racchiusi da una linea continua gialla, quindi da una linea bianca, da una linea nera, da una bianca e infine da una balza bianca. Questo mosaico è stato quindi asportato ed è conservato all'interno del museo di Castelvecchio. In un ultimo vano sono stati infine rinvenuti resti di muratura con affresco a fondo rosso e sottili partizioni gialle e bianche, al cui interno sono presenti degli elementi vegetali.
Durante gli scavi e i successivi studi successivi non è stato possibile fare ulteriori considerazioni sulla planimetria della domus, in quanto le successive trasformazioni e demolizioni avvenute nel sito hanno cancellato diverse informazioni e numerose strutture romane. Comunque si ritiene che l'abitazione patrizia si disponesse su terrazze comprese tra l'Adige e la Via Postumia, e che appartenesse ad una famiglia di alto rango.

### Fase medievale
La porzione settentrionale della domus è stata completamente asportata a causa della successiva realizzazione di un complesso edilizio durante il Basso Medioevo, a sua volta danneggiato per la realizzazione di Castelvecchio e di cantine rinascimentali. In particolare è stata ritrovata una rampa di discesa e accesso al fiume e un vano interrato, del quale si conservano il pavimento in mattoni e parte dei muri perimetrali. A nord del vano interrato è stato ritrovato un altro piccolo ambiente con un'apertura voltata verso l'Adige, caratterizzato da una pavimentazione a mattoni disposti a spina di pesce.

### Oggetti rinvenuti
Nelle strutture di età romana sono state ritrovate lastre pavimentali di vario genere e frammenti di decorazione parietale pertinenti a pannelli con motivi floreali e figurati. Rilevante era anche la presenza di frammenti di ceramica comune e di anfore orientali databili intorno al III-IV secolo. Tra i materiali medievali rinvenuti, invece, vi sono pentole a presa sopraelevata, coperchi e maioliche arcaiche, che consentono di datare le strutture tra il X e il XII secolo.